# Бески, Франческо
Франческо Бески (итал. Francesco Beschi) — итальянский прелат, епископ Бергамо, Вице-президент Ломбардской епископской конференции, Президентом комиссии по евангелизации народов и сотрудничеству между церквями Итальянской епископальной конференции .

## Биография
Окончил епархиальную семинарию и консерваторию по классу скрипки в Брешии.
Служил приходским викарием в одном из периферийных кварталов, затем в кафедральном соборе, с 1987 году — директор офиса курии по делам семьи, с 1989 года — руководитель Пастырского центра Павла VI, с 1999 года — епископский викарий по делам мирян, с 2001 про-генеральный викарий епархии Брешия, в 2002 году создал Центр молодёжного ораторского искусства.

## Епископское служение
25 марта назначен и 18 мая 2003 года рукоположён вспомогательным епископом в Брешии.
22 января назначен правящим епископом в Бергамо и 15 марта 2009 года вступил в управление епархией.
В 2017 году возглавил епархиальное паломничество в Россию.